# Leptolalax fritinniens
Leptolalax fritinniens es una especie de anfibios de la familia Megophryidae.

## Distribución geográfica
Es endémica de Borneo (Malasia Oriental y probablemente en Brunéi).